# Региональные выборы в Венесуэле (1992)
Региональные выборы в Венесуэле 1992 года стали вторыми в истории страны региональными выборами после децентрализации 1989 года. Впервые губернаторов выбирали жители штатов Амасонас и Дельта-Амакуро, до этого имевшие статус федеральных территорий. Явка составила 49,3 %.

## Результаты
Выборы декабря 1992 года, проходившие в условиях растущего недоверия избирателей к традиционным партиям, вызванного затянувшимся в стране социально-экономическим кризисом и коррупционными скандалами, стали ещё одним шагом к постепенному разрушению двухпартийной системы, сложившейся в Венесуэле в конце 1960-х годов. Социал-христианская партия КОПЕЙ, много лет являвшаяся второй по силе партией страны, решает в большинстве штатов участвовать в выборах совместно с другими партиями. Основными союзниками христианских демократов стали левосоциалистическое Движение к социализму, центристский Демократический республиканский союз и правая партия «Национальное мнение». Подобная тактика оказалась весьма эффективной, кандидаты КОПЕЙ победили на губернаторских выборах в 11 из 22 штатов, в то время как представители главного оппонента христианских демократов, социал-демократы из Демократического действия, много лет доминировавшие на политической сцене Венесуэлы, смогли получить лишь 7 губернаторских постов.

### Выборы губернаторов
Ниже приведены победители губернаторских выборов и их результаты по штатам.
| Штат           | Кандидат                | Коалиция (партия) | %     |
| -------------- | ----------------------- | --- | ----- |
| Амасонас       | Эдгар Саяго             | Движение к социализму/Организация подлинного обновления | 39,08 |
| Ансоатеги      | Овидио Гонсалес         | КОПЕЙ/Движение к социализму/Народное избирательное движение/Организация подлинного обновления/Демократический республиканский союз/Коммунистическая партия Венесуэлы  | 51,69 |
| Апуре          | Марсело Окендо          | Демократическое действие/Новое демократическое поколение/Демократический республиканский союз/Организация подлинного обновления                                       | 56,55 |
| Арагуа         | Карлос Табланте         | Движение к социализму/Коммунистическая партия Венесуэлы/Народное избирательное движение/«Национальное мнение»                                                         | 62,73 |
| Баринас        | Хеард Картяй            | КОПЕЙ/Движение к социализму/«Новые люди»/Движение национальной целостности/«Национальное мнение»                                                                      | 51,94 |
| Боливар        | Андрес Веласкес         | «Радикальное дело» | 63,36 |
| Гуарико        | Хосе Малаве Риссо       | КОПЕЙ/Новое демократическое поколение/«Национальное мнение» | 45,25 |
| Дельта-Амакуро | Эмери Мата              | КОПЕЙ/Демократический республиканский союз/«Национальное мнение»/Народное избирательное движение                                                                      | 36,33 |
| Карабобо       | Энрике Салас Рёмер      | КОПЕЙ/Движение к социализму/Движение национальной целостности/Народное избирательное движение                                                                         | 72,85 |
| Кохедес        | Хосе Фелипе Мачадо      | КОПЕЙ/Демократический республиканский союз/«Национальное мнение»/Народное избирательное движение                                                                      | 47,56 |
| Лара           | Хосе Мариано Наварро    | Демократическое действие/Демократический республиканский союз/«Национальное мнение»                                                                                   | 35,79 |
| Мерида         | Хесус Рондон Нусете     | КОПЕЙ/Народное избирательное движение | 48,46 |
| Миранда        | Арнальдо Ароча          | КОПЕЙ/Движение к социализму/Движение национальной целостности/Демократический республиканский союз/«Национальное мнение»/Народное избирательное движение/«Новые люди» | 62,37 |
| Монагас        | Гильермо Калл           | Демократическое действие/Демократический республиканский союз/«Национальное мнение»                                                                                   | 52,45 |
| Нуэва-Эспарта  | Морель Родригес         | Демократическое действие/Новое демократическое поколение/«Национальное мнение»/Движение национальной целостности                                                      | 48,81 |
| Португеса      | Элиас Д'Онгия           | Демократическое действие/Демократический республиканский союз | 36,81 |
| Сукре          | Рамон Мартинес          | Движение к социализму/«Новые люди»/Народное избирательное движение/Демократический республиканский союз/Коммунистическая партия Венесуэлы                             | 61,12 |
| Сулия          | Освальдо Альварес Пас   | КОПЕЙ/Новое демократическое поколение/«Новые люди»/Демократический республиканский союз/Движение национальной целостности                                             | 66,03 |
| Тачира         | Хосе Франсиско Рон      | Демократическое действие/Новое демократическое поколение/Демократический республиканский союз/«Национальное мнение»                                                   | 45,31 |
| Трухильо       | Хосе Мендес Кихада      | Демократическое действие/Народное избирательное движение/Новое демократическое поколение/«Национальное мнение»                                                        | 48,46 |
| Фалькон        | Альдо Серменьо          | КОПЕЙ/Движение к социализму/Демократический республиканский союз/Народное избирательное движение                                                                      | 51,73 |
| Яракуй         | Нельсон Суарес Монтьель | КОПЕЙ/Народное избирательное движение | 66,43 |